# Daniel Lysons
Daniel Lysons (1762–1834) était un notable anglais, antiquaire et topographe de la fin du XVIIIe siècle et du début du XIXe siècle, qui a publié en quatre volumes Les Environs de Londres (entre 1792 et 1796).

## Biographie
C'est le fils du révérend Samuel Lysons (1730–1804) et de Mary Peach Lysons de Rodmarton, Gloucestershire. Daniel Lysons étudia à Bathdans le Somerset à la "Grammar School" et à St Mary Hall (en) d'Oxford, diplômé en 1785, et suivant les pas de son père pour devenir curé de Putney, dans l'Ouest de Londres de 1789 à 1800. Alors qu'il exerçait à Putney, Daniel Lysons commença son exploration de la région autour de Londres, ce en quoi il fut encouragé par Horace Walpole, 4e comte d'Orford, qui l'engagea comme chapelain.
En 1800, il hérita des biens de sa famille à Hempsted, près de Gloucester, à la suite du décès de son oncle, et l'année suivante se maria avec Sarah Hardy (ca. 1780-1808), avec laquelle, il eut une fille, Charlotte, née en 1807. En 1813, il se remaria avec Josepha Catherine Susanna Cooper (ca. 1781-1868). alors que sa fille se maria avec Sir James Carnegie, 5th Baronet (en) (1799-1849).
Le travail majeur de Daniel Lysons est intitulé The Environs of London, est une mise au point Historique sur les villes, Villages et hameaux situés dans les 12 miles entourant la Capitale. Paru en quatre volumes, entre 1792 et 1796, The Environs of London comporte pas moins de 60 vues dont la plupart furent dessinées par Lysons lui-même. Avec son frère Samuel Lysons (en), Daniel Lysons commença l'ouvrage Magna Britannia (en) . Magna Britannia, est une mise au point concise sur la Topographie de plusieurs Comtés de Grande-Bretagne  publié de 1806 à 1822, mais après les six premiers volumes, couvrant les comtés allant de B à D, Daniel Samuel décéda et le projet fut interrompu. Daniel Lysons contribua aussi aux vues et illustrations d'autres travaux et publia plusieurs pamphlets sur des sujets religieux ou historiques.